# Judaszowiec kanadyjski
Judaszowiec kanadyjski (Cercis canadensis L.) – gatunek drzewa z rodziny bobowatych (Fabaceae), z podrodziny Cercidoideae. Występuje w Ameryce Północnej, na terenie Stanów Zjednoczonych w pasie od Nowego Jorku po Teksas. Jest często uprawiany jako roślina ozdobna, także w Polsce.

## Morfologia

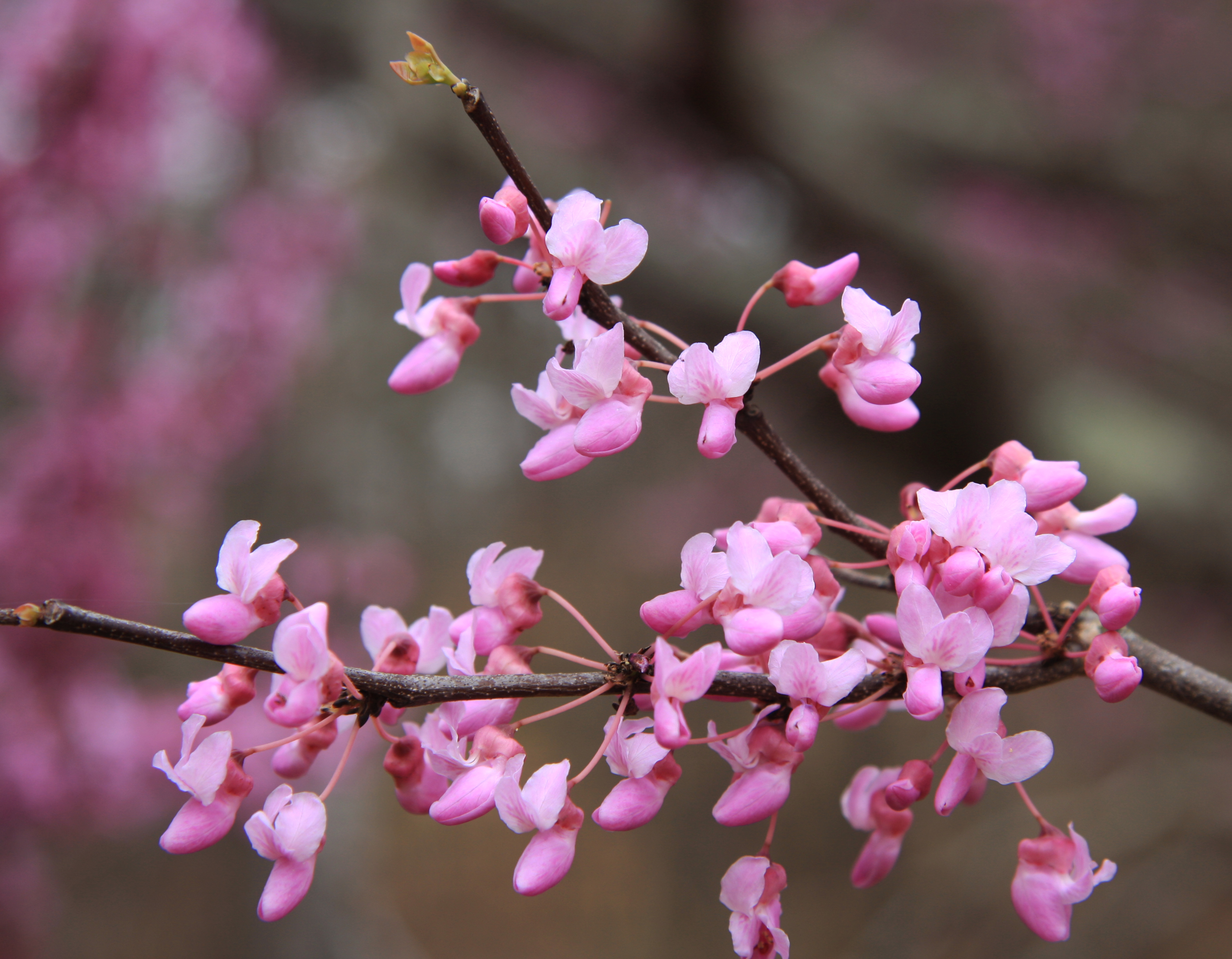
Kwiaty

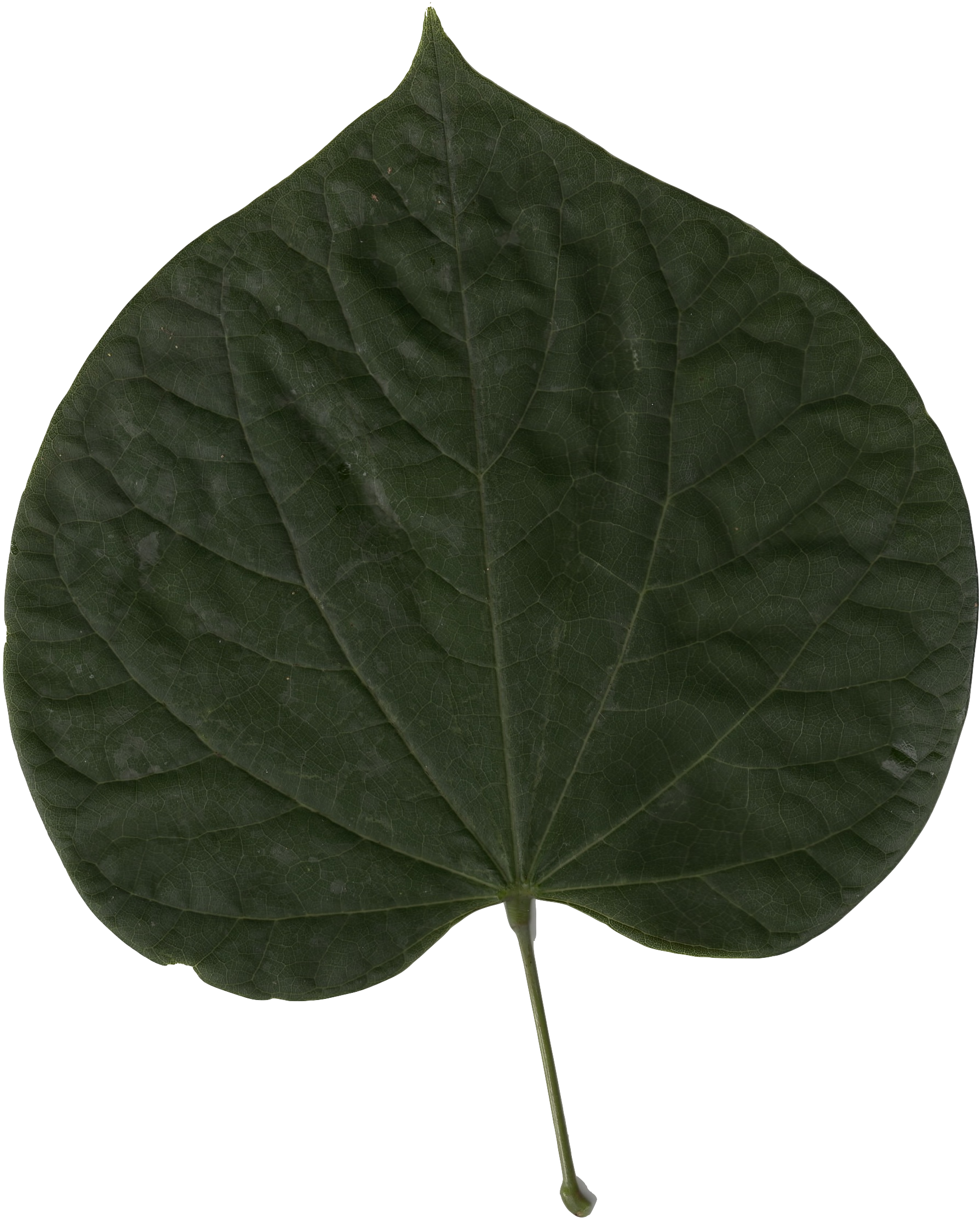
Liść

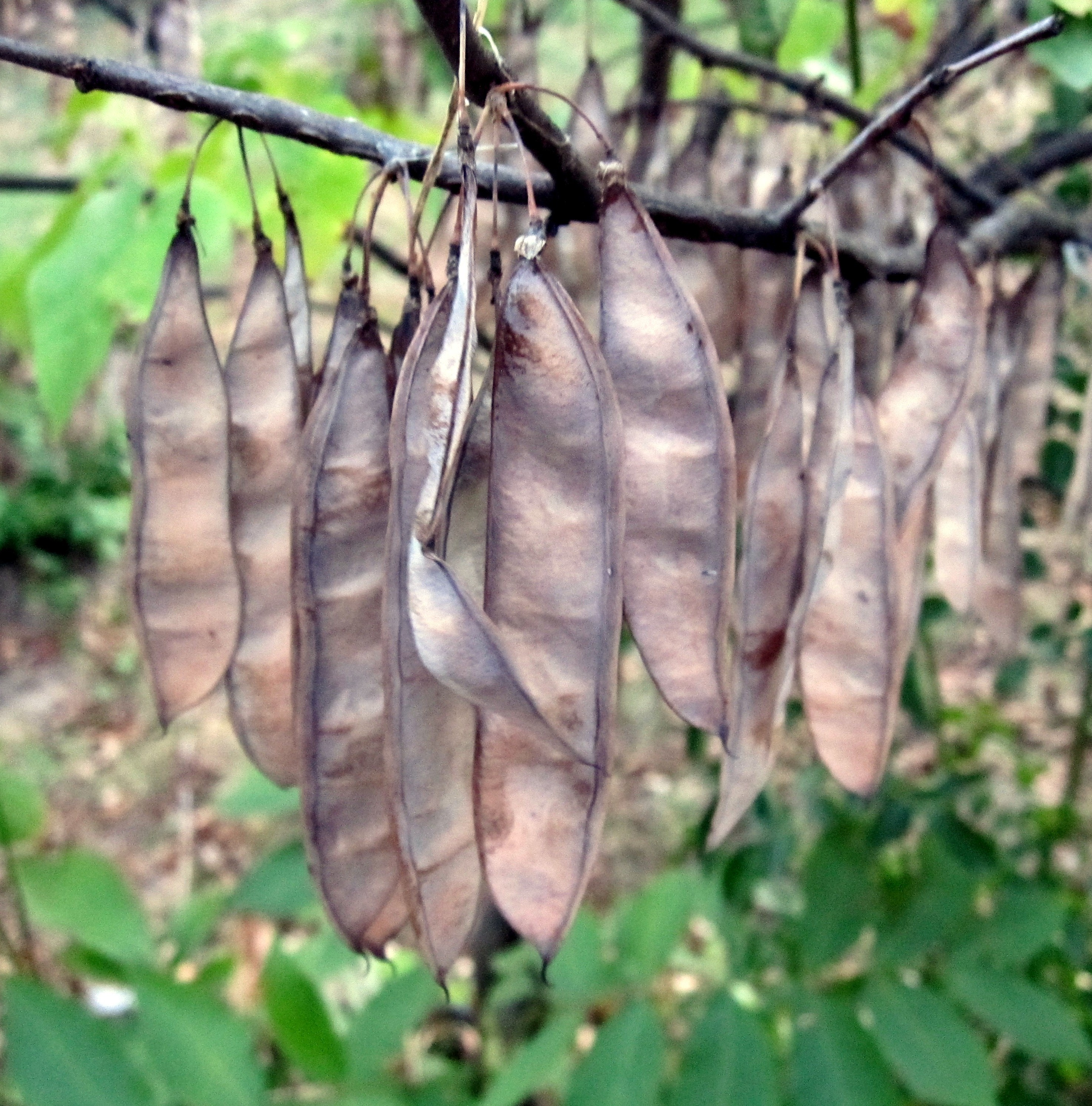
Owoce

PokrójMałe drzewo o rozłożystej i szerokiej koronie, dorastające 10 m wysokości.
KoraCharakterystyczna o ciemnopopielatej barwie, miejscami niemal czarna.
LiścieSercowate, zaokrąglone, całobrzegie do 10 cm długości i 13 cm szerokości. Początkowo brązowozielone, po rozwinięciu zmieniają  barwę na jasnozieloną. Jesienią żółkną i przybierają złocisty kolor. Blaszki gładkie i bardzo cienkie.
KwiatyMałe, różowe kwiaty motylkowe o średnicy około 1 cm, rosnące w pęczkach. Wyrastają obficie na starych pędach i bezpośrednio z pnia. .
OwoceSpłaszczony, zielony (z czasem brązowiejący) strąk.

## Biologia i ekologia
Fanerofit. Roślina jednopienna, owadopylna. Kwitnie wiosną i wczesnym latem. Rośnie w wilgotnych lasach południowego wschodu Stanów Zjednoczonych. Wykazuje podatność na raka, powodującego usychanie liści latem. Młode osobniki rosną powoli i są wrażliwe na mrozy.

## Zagrożenia i ochrona
Gatunek ten wpisany jest do Czerwonej księgi gatunków zagrożonych w kategorii gatunek najmniejszej troski (ang. Least Concern – LC).

## Zastosowanie
Roślina ozdobnaDrzewo chętnie sadzone w parkach, w ogrodach oraz wzdłuż ulic. Na jego bazie wyhodowano kultywar 'Forest Pansy', o intensywnie purpurowoczerwonych liściach.